# Lelita Rosa
Lelita Rosa (bürgerlich Maria Rosa Maccari; anhörenⓘ; * 19. Juli 1908 in São Paulo; † unbekannt) war eine brasilianische Filmschauspielerin.

## Leben
Lelita Rosa machte sich innerhalb von zehn Jahren in den späten 1920er Jahren im brasilianischen Kino einen Namen als sinnliche Verführerin. Ihr Filmdebüt hatte sie 1925 in Flor do Sertão. 1928 spielte sie das erste Mal unter der Regie von Humberto Mauro – in dem kommerziell erfolgreichen Brasa Dormida mit den Stars Luís Soroa und Nita Ney. Danach ging sie nach Rio de Janeiro zur neu gegründeten Filmgesellschaft Cinédia des Produzenten und Regisseurs Adhemar Gonzaga und trat in dessen Barro Humano in einer Hauptrolle neben Gracia Morena, Eva Schnoor und Eva Nil auf. In Mauros letztem Stummfilm Lábios sem beijos (1930) war Paulo Morano ihr Filmpartner. Der Film ist eine romantische Komödie um die Beziehung einer reichen, jungen Frau und eines armen „Don Juan“. Die Zeitschrift „Jornal do Brasil“ wählte ihn zum besten brasilianischen Film des Jahres 1930. Ihren letzten Filmauftritt hatte Lelita Rosa in Gonzagas Musicalkomödie Alô, Alô, Carnaval mit Jaime Costa und Oscarito, dann zog sie sich aus dem Filmgeschäft zurück.
Sie starb vermutlich in den 1980er Jahren in ihrer Heimatstadt São Paulo.

## Filmografie
- 1925: Flor do Sertão
- 1926: Vício e Beleza
- 1928: Brasa Dormida
- 1929: Barro Humano
- 1930: Lábios Sem Beijos
- 1936: Alô, Alô, Carnaval